# Els Estanyets (Dorres)
Els Estanyets és un petit grup d'estanys del Pirineu, situats a 2.405,7 m alt en el terme comunal de Dorres, a l'Alta Cerdanya, de la Catalunya del Nord.
Són a prop de l'extrem nord-oest del terme comunal al qual pertanyen, al sud del Puig Occidental de Coll Roig.
Els Estanyets són un destí sovintejat per les rutes excursionistes del sud del Massís del Carlit.